# World Soundscape Project
El World Soundscape Project (WSP) es un proyecto a nivel mundial cuya finalidad es registrar los paisajes sonoros actuales que están cambiando a un ritmo acelerado como consecuencia de la contaminación acústica. Además de preservar los entornos sonoros, también llevan a cabo una militancia activa contra la contaminación acústica. 
El WSP se inició, entre finales de los 60 y principios de los 70, por un grupo de estudiantes universitarios y personas relacionadas con la Universidad Simon Fraser de Canadá. Su principal impulsor y cabeza visible era Murray Schafer, quien fue el primero en utilizar el concepto paisaje sonoro (soundscape). 
En la génesis del WSP, sus miembros llevaron a cabo una serie de investigación de campo (se hicieron grabaciones sobre el terreno) y las conclusiones se expusieron en diez programas, que fueron emitidos por la CBC entre el 21 de octubre y el 1 de noviembre de 1974. Titulados Soundscape of Canadá (Paisajes sonoros de Canadá), se trataba de programas de una hora de duración, preparados por el World Soundscape Project en la propia Universidad Simon Fraser, que como el nombre indica, recogían paisajes sonoros de este país. 
Tal vez, surge una pregunta: ¿por qué o para qué hay que preservar el paisaje sonoro?.
Podría responder a esta pregunta con otra: ¿Podemos imaginar cual era el sonido de nuestras ciudades y pueblos antes de la aparición de los coches?, ¿Y antes de la electricidad?... Claro que podemos imaginarlo, pero... ¿podemos compararlo en un plano real con el sonido actual?... Por supuesto, que no. Eso es, precisamente, lo que pretende el WSP al preservar los paisajes sonoros para las generaciones futuras.
- Paisajes sonoros en México

- Datos: Q8036238